# Palmácia
Palmácia, amtlich Município de Palmácia, ist eine Stadt im brasilianischen Bundesstaat Ceará. Sie hat 12.005 Einwohner (Stand 2010).

## Galerie

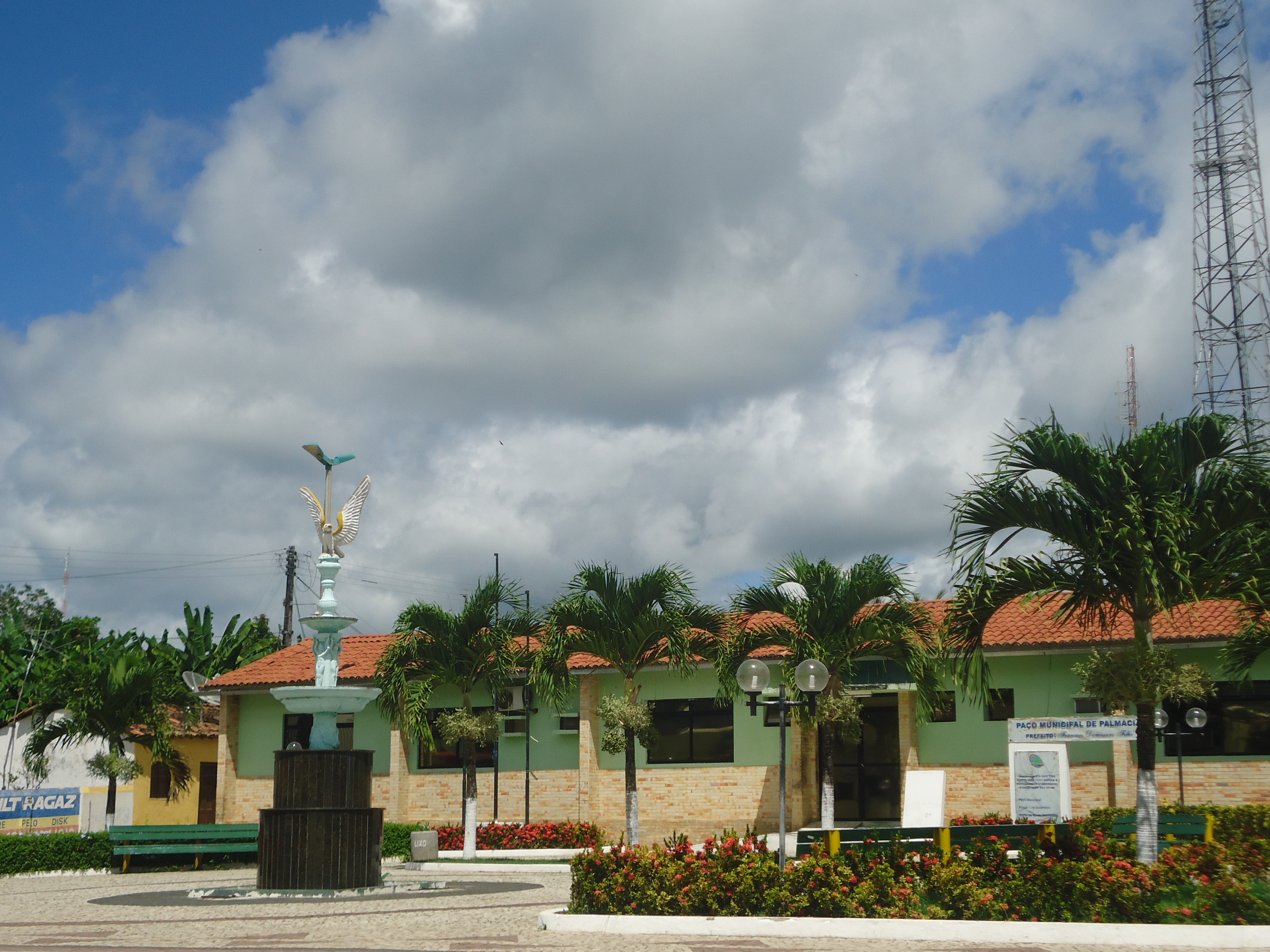
Palácio das Palmeiras (Rathaus)
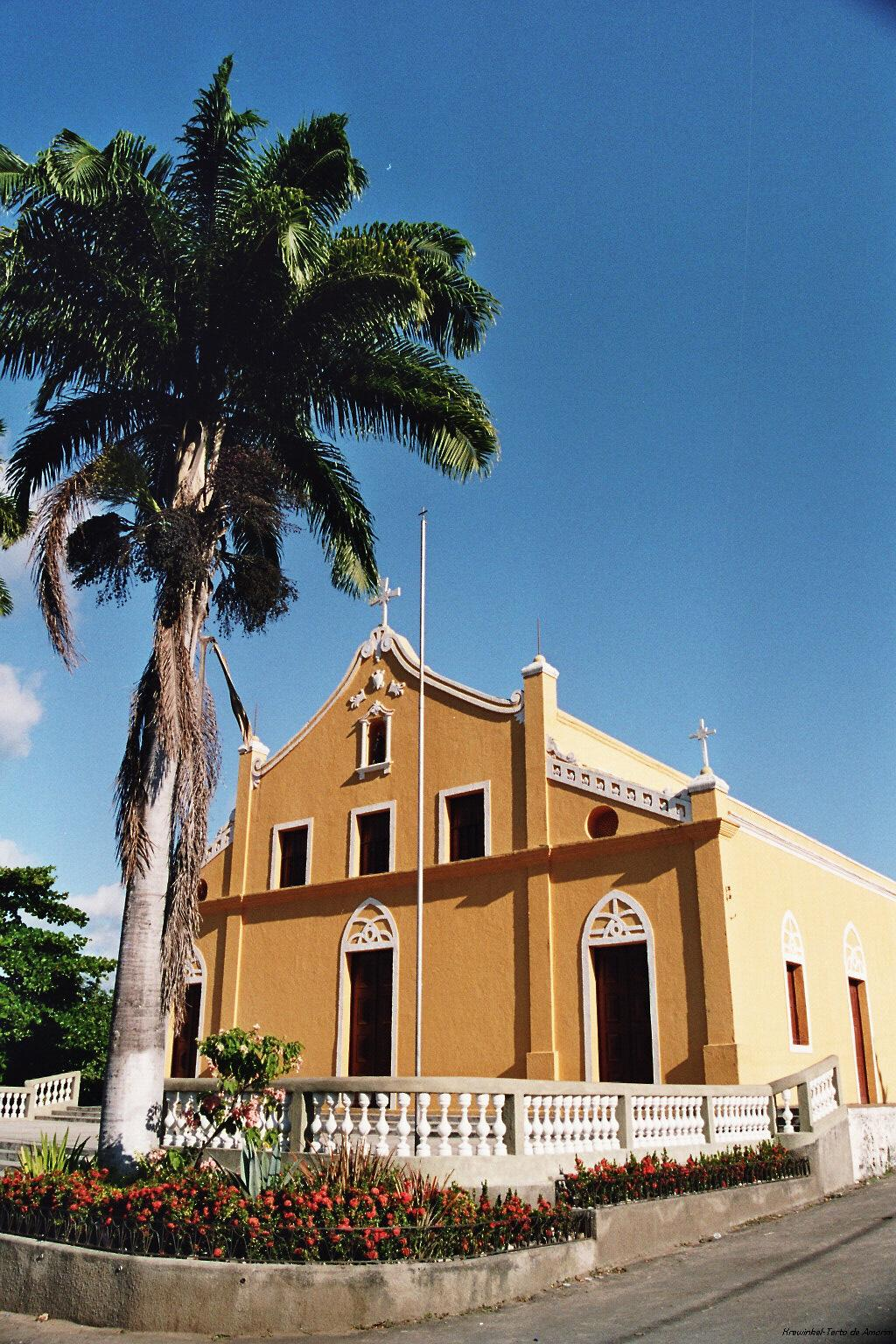
Kirche Franz von Assisi
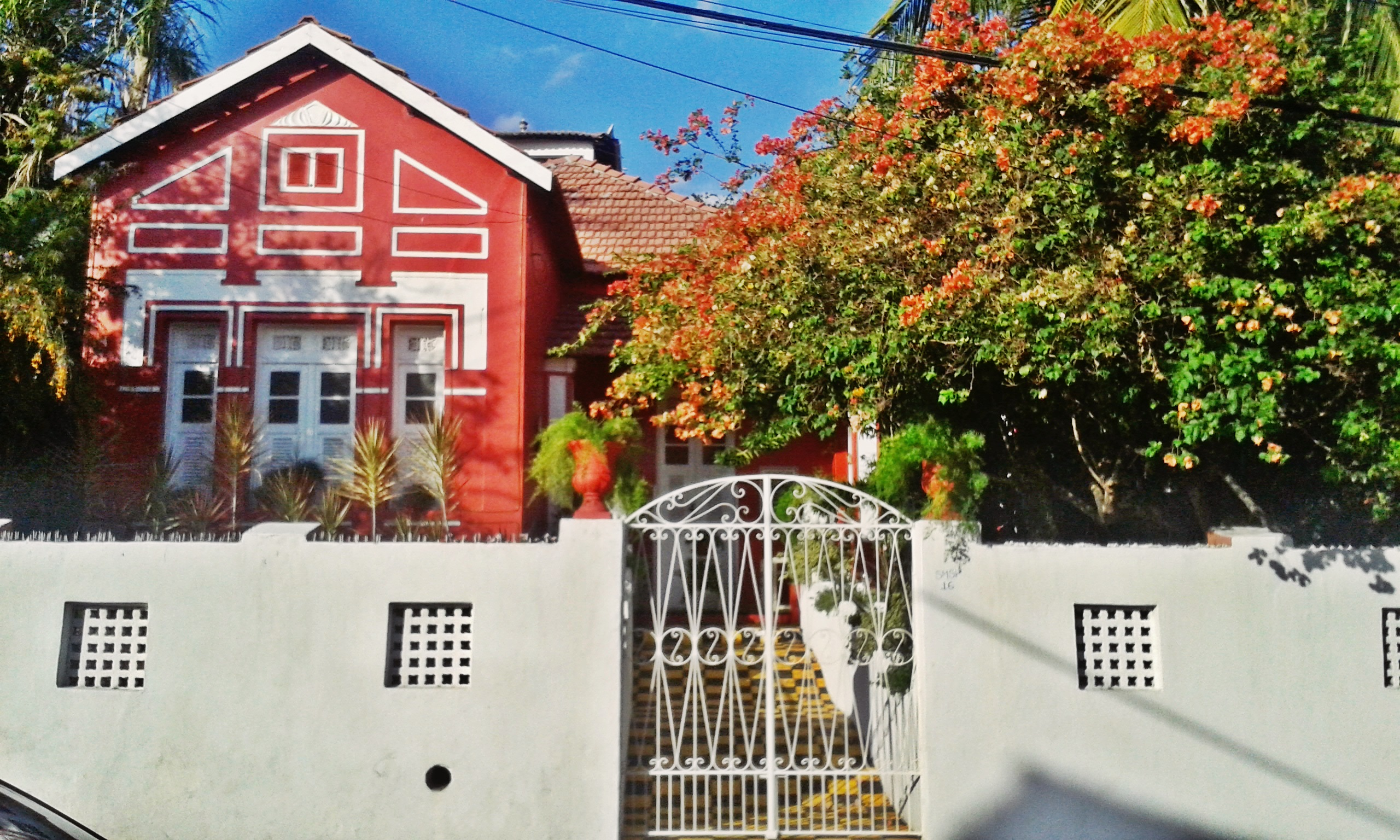
Solar dos Sampaio